# Badminton aux Jeux européens de 2019
Navigation
Bakou 2015 Cracovie 2023

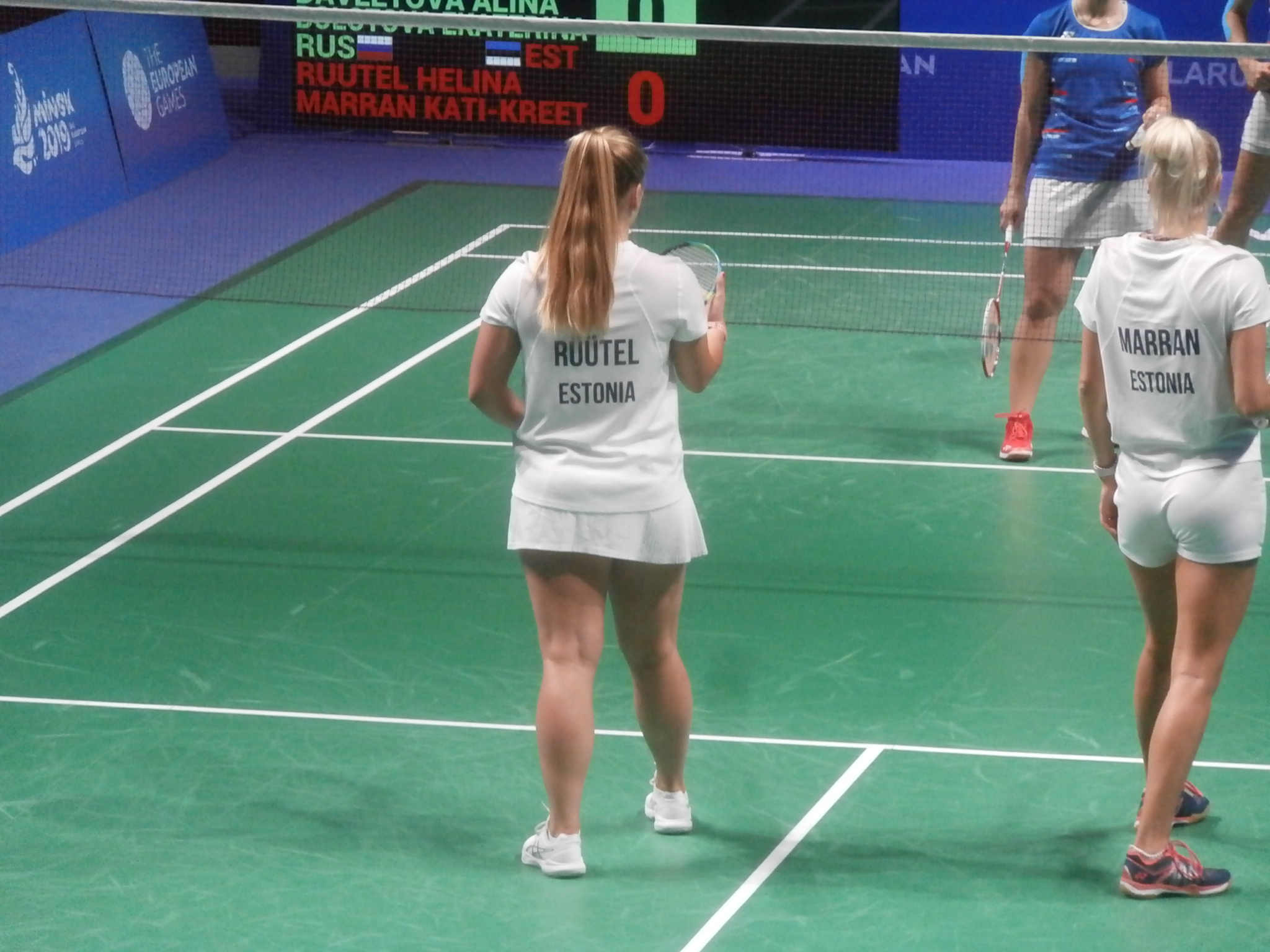
H Rüütel et K Marran contre A Davletova et E Bolotova à Minsk en 2019

Le badminton aux Jeux européens de 2019 a lieu au Minsk Falcon Club, à Minsk, en Biélorussie, du 24 au 30 juin 2019. Les cinq disciplines du badminton sont au programme. Cette compétition fait office de Championnats d'Europe et décerne donc les titres de Champions d'Europe 2019.

## Nations participantes
Nota : pour les doubles, les chiffres indiquent le nombre de joueurs, pas le nombre de paires.
| Pays        | Hommes  | Hommes  | Dames   | Dames   | Mixte   | Total |
| Pays        | Simples | Doubles | Simples | Doubles | Doubles | Total |
| ----------- | ------- | ------- | ------- | ------- | ------- | ----- |
| Allemagne   | 1       | 2       | 1       | 2       | 2       | 8     |
| Arménie     |         |         | 1       |         |         | 1     |
| Autriche    | 1       | 2       |         |         |         | 3     |
| Azerbaïdjan | 1       |         |         |         |         | 1     |
| Belgique    | 1       |         | 1       | 2       |         | 4     |
| Biélorussie |         |         | 2       | 2       | 2       | 6     |
| Bulgarie    | 1       | 2       | 1       |         | 2       | 6     |
| Chypre      |         |         | 1       |         |         | 1     |
| Croatie     | 1       |         | 1       |         |         | 2     |
| Danemark    | 2       | 2       | 2       | 2       | 2       | 10    |
| Espagne     | 1       |         | 1       |         | 2       | 4     |
| Estonie     | 1       | 2       | 1       | 2       |         | 6     |
| Finlande    | 1       | 2       | 1       |         |         | 4     |
| France      | 1       | 2       | 1       | 2       | 2       | 8     |
| Hongrie     | 1       |         | 1       | 2       |         | 4     |
| Irlande     | 1       | 2       | 1       |         | 2       | 6     |
| Islande     | 1       |         |         |         |         | 1     |
| Israël      | 1       |         | 1       |         | 2       | 4     |
| Italie      | 1       | 2       |         | 2       |         | 5     |
| Lettonie    |         |         | 1       |         |         | 1     |
| Lituanie    |         |         | 1       | 2       |         | 3     |
| Luxembourg  | 1       |         |         |         |         | 1     |
| Moldavie    |         |         | 1       |         |         | 2     |
| Norvège     |         | 2       | 1       |         |         | 3     |
| Pays-Bas    | 1       | 2       | 1       | 2       | 2       | 8     |
| Pologne     | 1       | 2       |         |         | 2       | 5     |
| Portugal    | 1       |         | 1       |         |         | 2     |
| Tchéquie    | 1       | 2       | 1       | 2       | 2       | 8     |
| Roumanie    | 2       |         |         |         |         | 2     |
| Royaume-Uni | 1       | 2       | 2       | 2       | 4       | 10    |
| Russie      | 1       | 2       | 1       | 2       | 2       | 8     |
| Serbie      | 1       |         |         |         |         | 1     |
| Slovaquie   |         |         | 1       |         |         | 1     |
| Slovénie    | 1       |         | 1       |         |         | 2     |
| Suède       | 1       |         |         | 2       |         | 3     |
| Suisse      | 1       |         | 1       |         | 2       | 4     |
| Turquie     | 1       |         | 1       | 2       |         | 4     |
| Ukraine     | 1       | 2       | 1       | 2       | 2       | 2     |
| 38 pays     | 32      | 32      | 32      | 32      | 32      | 160   |

## Calendrier
| P | Phase de poules | 1/8 | Huitièmes de finale | 1/4 | Quarts de finale | 1/2 | Demi-finales | F | Finale |

| Date →        | Lu. 24 | Ma. 25 | Me. 26 | Je. 27 | Ve. 28 | Sa. 29 | Di. 30 |
| Épreuve ↓     | Lu. 24 | Ma. 25 | Me. 26 | Je. 27 | Ve. 28 | Sa. 29 | Di. 30 |
| ------------- | ------ | ------ | ------ | ------ | ------ | ------ | ------ |
| Simple hommes | Poules | Poules | Poules | 1/8    | 1/4    | 1/2    | F      |
| Simple dames  | Poules | Poules | Poules | 1/8    | 1/4    | 1/2    | F      |
| Double hommes | Poules | Poules | Poules | 1/4    | 1/2    | F      |        |
| Double dames  | Poules | Poules | Poules | 1/4    | 1/2    | F      |        |
| Double mixte  | Poules | Poules |        | P      | 1/4    | 1/2    | F      |

## Médaillés
| Épreuve       | Or                           | Argent                              | Bronze                                                    |
| ------------- | ---------------------------- | ----------------------------------- | --------------------------------------------------------- |
| Simple hommes | Anders Antonsen              | Brice Leverdez                      | Misha Zilberman Raul Must                                 |
| Simple dames  | Mia Blichfeldt               | Kirsty Gilmour                      | Line Kjærsfeldt Evgeniya Kosetskaya                       |
| Double hommes | Marcus Ellis Chris Langridge | Kim Astrup Anders Skaarup Rasmussen | Vladimir Ivanov Ivan Sozonov Jelle Maas Robin Tabeling    |
| Double dames  | Selena Piek Cheryl Seinen    | Chloe Birch Lauren Smith            | Ekaterina Bolotova Alina Davletova Émilie Lefel Anne Tran |
| Double mixte  | Lauren Smith Marcus Ellis    | Gabrielle Adcock Chris Adcock       | Delphine Delrue Thom Gicquel Chloe Magee Sam Magee        |

## Tableau des médailles
| Rang  | Nation          | Or | Argent | Bronze | Total |
| ----- | --------------- | -- | ------ | ------ | ----- |
| 1     | Grande-Bretagne | 2  | 3      | 0      | 5     |
| 2     | Danemark        | 2  | 1      | 1      | 4     |
| 3     | Pays-Bas        | 1  | 0      | 1      | 2     |
| 4     | France          | 0  | 1      | 2      | 3     |
| 5     | Russie          | 0  | 0      | 3      | 3     |
| 6     | Estonie         | 0  | 0      | 1      | 1     |
| 6     | Irlande         | 0  | 0      | 1      | 1     |
| 6     | Israël          | 0  | 0      | 1      | 1     |
| Total | Total           | 5  | 5      | 10     | 20    |